# Валькарсель, Мариано Николас
Мариано Николас Валькарсель Саласар (исп. Mariano Nicolás Valcárcel Salazar; 10 сентября 1850, Арекипа, Перу — 1 декабря 1921, Лима, Перу) — перуанский политический, государственный и общественный деятель, Премьер-министр Перу (апрель 1883-20 октября 1883 и 11 августа 1890-25 июля 1891), министр иностранных дел Перу (1882—1893), министр правительства, внутренних дел и общественных работ Перу (11 августа 1890 — 30 июля 1891), президент Палаты депутатов Конгресса Перу (28 июля 1893 — 28 июля 1894), сенатор Перу, юрист. Доктор права (1873).

## Биография
Образование получил в Национальном колледже американской независимости в своем родном городе, затем изучал право в Национальном университете Сан-Агустин в Арекипа. Переехал в Лиму и занялся юридической практикой.
Во время Второй тихоокеанской войны служил секретарём делегации Перу на мирной конференции. Затем вступил на службу в армию и принял участие в сражении при Мирафлоресе (1881).
Избирался депутатом Палаты депутатов Конгресс Республики Перу|Конгресса Перу (1881; 1886—1894; 1901—1918), сенатором (1919) и президентом палаты депутатов в трёх законодательных собраниях: 1889—1890, 1891—1892 и 1893—1894 годов. Основатель Гражданского союза, политической группы, в которую входили его сторонники и члены гражданской партии.
С 11 августа 1890 по 30 июля 1891 года занимал пост министра правительства, внутренних дел и общественных работ Перу
В 1882—1893 годах — министр иностранных дел Перу.
С апреля 1883 по 20 октября 1883 и с 11 августа 1890 по 25 июля 1891 года работал Премьер-министром Перу. 25 июля 1891 года подал в отставку в связи с избранием президентом Палаты депутатов Конгресса Республики Перу.
В 1910—1911 годах был деканом коллегии адвокатов Лимы и членом Верховного суда Перу (1920).

## Память
- Его именем назван округ в провинции Камана перуанского региона Арекипа[1][2].